# Розанов, Владислав Борисович
Владислав Борисович Розанов (11 декабря 1932, Луховицы, Московская область — 5 сентября 2019) — физик-теоретик, доктор физико-математических наук, профессор, крупнейший специалист в области ядерной физики и физики плазмы, один из основоположников теории лазерного термоядерного синтеза. Окончил физический факультет МГУ (1956).

## Научная биография
- 1956—1966 научный сотрудник НИИ-1011 (Челябинск-70, ныне РФЯЦ-ВНИИТФ им. акад. Е. И. Забабахина, г. Снежинск Челябинской области);
- с 1966 г. — в Физическом институте Академии наук СССР (Москва), отделение квантовой радиофизики. Основатель и руководитель сектора теории лазерной плазмы.

Специалист физики высоких плотностей энергии, физики лазерной плазмы, лазерного термоядерного синтеза.
С 1983 года профессор МИФИ. Читал лекции курса основ физики и процессов при высоких плотностях энергии.
Нашел ряд автомодельных решений задач плазм электро- и гидродинамики, ставших классическими. Автор одной из первых схем рентгеновского лазера, основанного на накачке активной среды за счет фотоионизации внутренних электронов. Один из авторов концепции мишени в виде тонкой сферической оболочки, предназначенной для достижения сверхвысоких сжатий вещества и высоких коэффициентов термоядерного усиления. 
Кандидат (1965), доктор (1974) физико-математических наук.

## Награды
- Лауреат Ленинской премии (1966),
- Государственной премии СССР (1981).
- Награждён медалью им. П. Л. Капицы (1995).

## Из библиографии
- Излучение, динамика и устойчивость плотной плазмы сильноточных импульсных разрядов / В. Б. Розанов, А. А. Рухадзе. — Москва : [б. и.], 1969. — 71 с. : ил.; 21 см.
- Автомодельная теория мощных импульсных разрядов в плотных газах / Б. Л. Борович, В. Б. Розанов. — Москва : [б. и.], 1970. — 16 с., 2 л. ил.; 21 см. — (Препринт/ АН СССР. Физ. ин-т им. П. Н. Лебедева. Лаб. квантовой радиофизики; № 147).
- Анализ сложных многомодовых спектров возмущений поверхности раздела сред в проблеме гидродинамики неустойчивости / В. Б. Розанов, Р. В. Степанов. — М.: ФИАН, 1998. — 32 с. : ил.; 21 см. — (Препринт. Рос. акад. наук, Физ. ин-т им. П. Н. Лебедева; 70).

### Учебные пособия
- Физические процессы при сжатии лазерных мишеней : [учебное пособие] / Н. Г. Басов, В. Б. Розанов ; Московский инженерно-физический институт, [Факультет экспериментальной и теоретической физики]. — Москва : МИФИ, 1986 (1987). — 77, [2] с. : ил.
- Физические процессы на стадии термоядерного горения : [учебное пособие] / Н. Г. Басов, В. Б. Розанов ; Московский инженерно-физический институт, [Факультет экспериментальной и теоретической физики]. — Москва : МИФИ, 1986. — 23, [1] с.
- Концепции современного естествознания : Что и почему должен знать каждый из физики : [Учеб. пособие для студентов Экон.-аналит. ин-та] / В. Б. Розанов, Р. В. Степанов; М-во образования Рос. Федерации. М-во Рос. Федерации по атом. энергии. — М. : МИФИ, 2003. — 232 с. : ил.; 20 см. — (Учебная книга Экономико-аналитического института МИФИ / Моск. инженер.-физ. ин-т (гос. ун-т)).; ISBN 5-7262-0500-6 : 150

### Научно-популярные выступления
- Лазерный «ключ» к термоядерной энергии / С. Ю. Гуськов, В. Б. Розанов. — Москва : Знание, 1986. — 61,[2] с. : ил., табл.; 20 см. — (Новое в жизни, науке, технике. Физика : подписная научно-популярная серия; 4/1986).
- Физика лазерного термоядерного синтеза / Н. Г. Басов, И. Г. Лебо, В. Б. Розанов. — Москва : Знание, 1988. — 172, [2] с., [4] л. ил. : ил.; 21 см. — (Народный ун-т. Естественно-научный факультет).; ISBN 5-07-000011-X